# جولفوس
شلال غولفوس (بالإنجليزية: Gullfoss) ومعني كلمة gull بالإسلندية «الذهب» وكلمة
foss „شلال “ ؛ وهو شلال على نهر هفيتا في جنوب إيسلندا. يقع الشلال في منطقة هاوكادالور البركانية الساخنة، التي تكثر فيها السخانات والنافورات الطبيعية.

## الحلقة الذهبية
يشكل شلال غولفوس مع "دينغفيلير" ومنطقة السخانات المجاورة "هاوكادولور" ما يسمى "الحلقة الذهبية
Gullni hringurinn أو «الرحلة الاستطلاعية الذهبية». خلال تلك الرحلة الدائرية بين تلك المناطق يتمتع السياح بمشاهدة ظواهر طبيعية فريدة، من أرض بركانية إلى شلالات مائية، وسخانات تضرب نافورات الماء الساخن في الهواء إلى ارتفاعات تصل إلى 30 متر، وهي تدفع الماء دوريا في الهواء كل 10 دقائق وبعضها يدفع الماء كل 20 دقيقة.

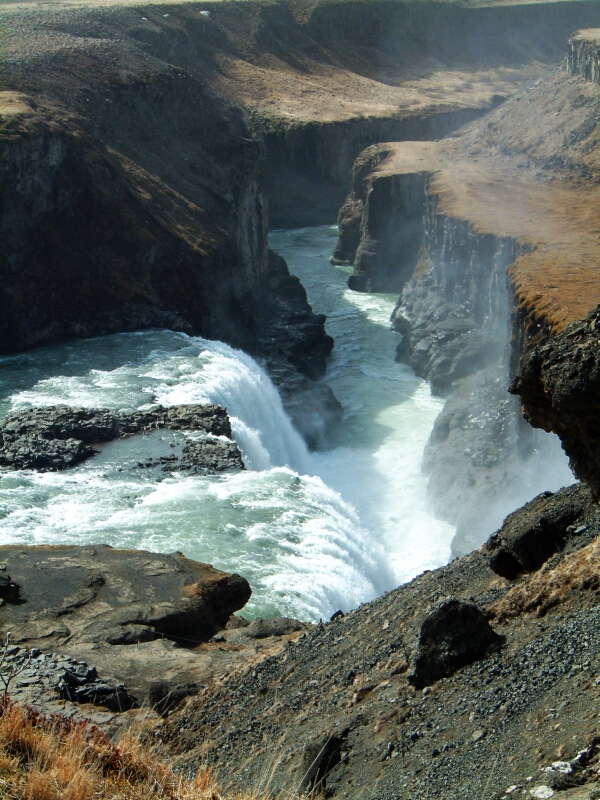
الطبقة الثانية (يسار) والأخدود.

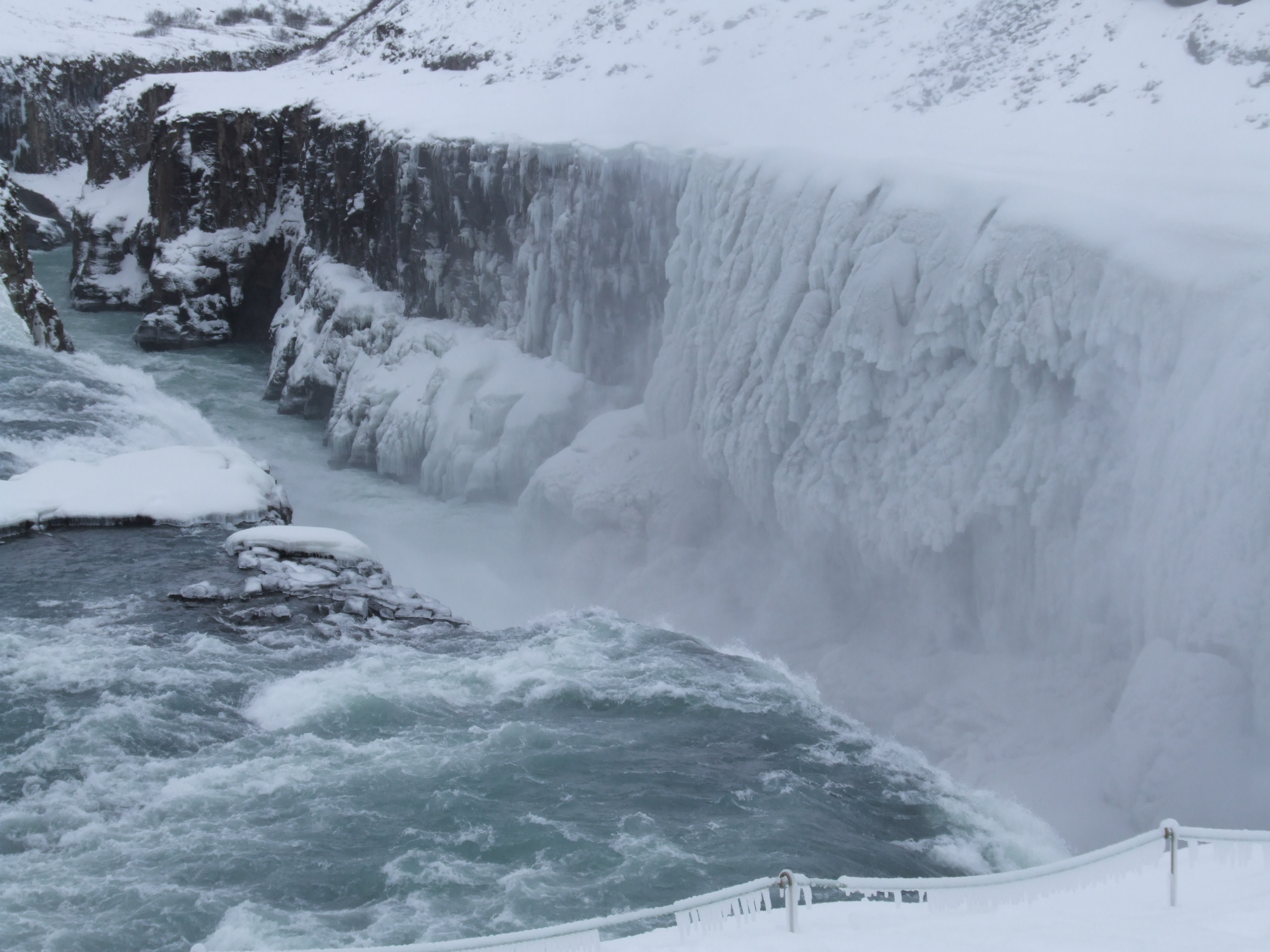
أخدود شلال غولفوس في الشتاء; تكوّن جليد من تراكم قطرات الماء على الناحية المواجهة للمنحدر الثاني.

## اقرأ أيضا
- إيسلندا
- سخان (طبيعة)
- بلو لاغون (إيسلندا)
- مطار كيفلافيك الدولي